# Малкольм Икс (фильм, 1992)
«Малкольм Икс» (англ. Malcolm X) — биографический кинофильм режиссёра Спайка Ли, вышедший на экраны в 1992 году. Лента рассказывает о афроамериканском борце за права темнокожего населения Малкольме Иксе, роль которого исполнил Дензел Вашингтон. В 2010 году картина была включена в Национальный реестр фильмов.

## Сюжет
Фильм повествует о жизни и трагической судьбе известного борца за права чернокожих в США Малкольма Икса (Дензел Вашингтон), показывает его духовную эволюцию от чёрного расизма до понимания необходимости построения общества, в котором смогут уживаться представители различных рас и религий.

## В ролях
- Дензел Вашингтон — Малкольм Икс
- Анджела Бассетт — Бетти Икс
- Альберт Холл — Бейнс
- Эл Фримен-младший — Элайджа Мухаммед
- Делрой Линдо — Вест-Индский Арчи
- Спайк Ли — Коротышка
- Роджер Гунвер Смит — Руди
- Тереза Рэндл — Лора
- Кейт Вернон — София
- Лонетт Макки — Луиза Литтл
- Томми Холлис — Эрл Литтл
- Джеймс Макдэниел — брат Эрл
- Стив Уайт — брат Джонсон
- Эрнест Ли Томас — Сидни
- Жан-Клод Ламарр — Бенджамин 2 Икс
- Уэнделл Пирс — Бен Томас
- Джанкарло Эспозито — Томас Хейган
- Леонард Л. Томас — Леон Дэвис
- Майкл Империоли — репортёр
- Николас Туртурро — бостонский полицейский
- Кристофер Пламмер — капеллан Гилл
- Карен Аллен — мисс Данн
- Питер Бойл — капитан Грин
- Нельсон Мандела — учитель в Соуэто
- Осси Дэвис — произносит речь в финале фильма
- Джон Дэвид Вашингтон — ученик в гарлемской школе

## Награды и номинации
- 1992 — попадание в десятку лучших фильмов года по версии Национального совета кинокритиков США.
- 1992 — премия Нью-йоркского общества кинокритиков за лучшую мужскую роль (Дензел Вашингтон).
- 1993 — приз «Серебряный медведь» за лучшую мужскую роль на Берлинском кинофестивале (Дензел Вашингтон).
- 1993 — две номинации на премию «Оскар» за лучшую мужскую роль (Дензел Вашингтон) и за лучшие костюмы (Рут Картер).
- 1993 — номинация на премию «Золотой глобус» за лучшую мужскую роль в драме (Дензел Вашингтон).
- 1993 — Премия MTV Movie Awards за лучшую мужскую роль (Дензел Вашингтон), а также номинация за лучший фильм.

## Историческая достоверность
Спайк Ли прямо заявлял, что предлагает «свое собственное видение Малькольма Икса», в связи с чем он значительно переработал исходный сценарий. Кандидатуру Ли раскритиковали черные националисты: лидер Объединенного фронта по сохранению наследия Малькольма Икса поэт Амири Барака заявил, что они не позволят Ли подсластить правдивую историю Малькольма Икса в угоду белым и афроамериканскому среднему классу. Вместе с тем Ли в ряде случаев демонстрирует драматизацию биографии персонажа как раз в соответствии с нарративом черных националистов: так, когда в 1929 году сгорел дом родителей Малькольма Икса, отец Малькольма обвинил в этом белых расистов из группы «Черный Легион», но в реальности данное обвинение строилось лишь на догадках, в то время как в фильме изображена подробная сцена столкновения отца с погромщиками и версия о поджоге выдается за факт; то же самое касается и загадочных обстоятельств смерти отца Малькольма — в реальности версия убийства осталась на уровне слухов, а в фильме это не ставится под сомнение. Кроме того, по версии Спайка Ли, мать Малькольма сошла с ума и была помещена в психиатрическую клинику из-за того, что социальные работники отняли у нее детей, воспитывавшихся в нищете. В реальности ее психическое здоровье пошатнулось после того, как она пыталась выйти замуж во второй раз, но жених бросил ее беременную. Дети оказались в приюте вследствие ее госпитализации, а не наоборот.